# Pollyanna (film fra 1920)
Pollyanna er en amerikansk stumfilm fra 1920 af Paul Powell.

## Medvirkende
- Mary Pickford som Pollyanna Whittier
- Wharton James som Reverend John Whittier
- Katherine Griffith som Polly
- Helen Jerome Eddy som Nancy Thing
- George Berrell som Tom
- Howard Ralston som Jimmy Bean
- William Courtleigh som John Pendleton
- Herbert Prior som Dr. Tom Chilton